# Esfera para rolamento
Esferas para rolamentos,  são altamente esféricas e lisas, utilizadas principalmente em rolamentos , mas também largamente utilizadas em peças automotivas, brinquedos, móveis, engates, metrologia, válvulas e muitas outras aplicações.
As esferas são produzidas em diferentes materiais e grades de precisão, que são padronizadas de acordo com normas internacionais tais como ABMA, ISO 3290 e DIN 5426.

## Grades de Precisão
Esferas para rolamentos são produzidas seguindo grades específicas, que definem as suas tolerâncias geométricas.
A norma ABMA (American Bearings Manufaturers Association) define grades entre 3 e 2000, sendo que as menores grades são as mais precisas e as maiores grades são as menos precisas. As grades são divididas em duas categorias: grades 100 ou maiores são chamadas de “semi-precisas” e as grades menores que 100 são chamadas de “precisas”.
A norma define três parâmetros: integridade superficial, medida e esfericidade.
A integridade superficial refere-se a suavidade da superfície, dureza e isenção de defeitos como ranhuras, furos, etc. Essa integridade superficial é medida através da rugosidade superficial da esfera.
A medida refere-se a quão estreitas as tolerâncias estão do diâmetro da esfera, medido através de duas placas paralelas em contato com a superfície da esfera, normalmente através de micrômetros de alta precisão. O ponto de partida para essa mensuração é o diâmetro nominal da esfera. A variação nominal do diâmetro é a diferença entre o diâmetro medido e o diâmetro nominal. Há também a variação de um lote de esferas, que é medido através da diferença entre o diâmetro da maior e a menor esfera dentro do lote.
Esfericidade ou desvio da forma esférica refere-se a quanto a esfera varia em relação a uma forma 100% esférica. Ela é medida através da rotação de uma esfera em um medidor linear, com uma força aplicada menor que 4 gramas. O resultado é um gráfico com as medidas encontradas. A diferença entre as medidas e o diâmetro nominal é a esfericidade da esfera.
| Grade | Esfericidade [mm] | Variação do diâmetro do lote [mm] | Tolerância do diâmetro nominal [mm] | Rugosidade superficial máxima (Ra) [µm] |
| ----- | ----------------- | --------------------------------- | ----------------------------------- | --------------------------------------- |
| 3     | 0.00008           | 0.00008                           | ±0.0008                             | 0.012                                   |
| 5     | 0.00013           | 0.00013                           | ±0.0013                             | 0.02                                    |
| 10    | 0.00025           | 0.00025                           | ±0.0013                             | 0.025                                   |
| 25    | 0.0006            | 0.0006                            | ±0.0025                             | 0.051                                   |
| 50    | 0.0012            | 0.0012                            | ±0.0051                             | 0.076                                   |
| 100   | 0.0025            | 0.0025                            | ±0.0381                             | 0.127                                   |
| 200   | 0.005             | 0.005                             | ±0.025                              | 0.203                                   |
| 1000  | 0.025             | 0.025                             | ±0.127                              |                                         |

## Fabricação

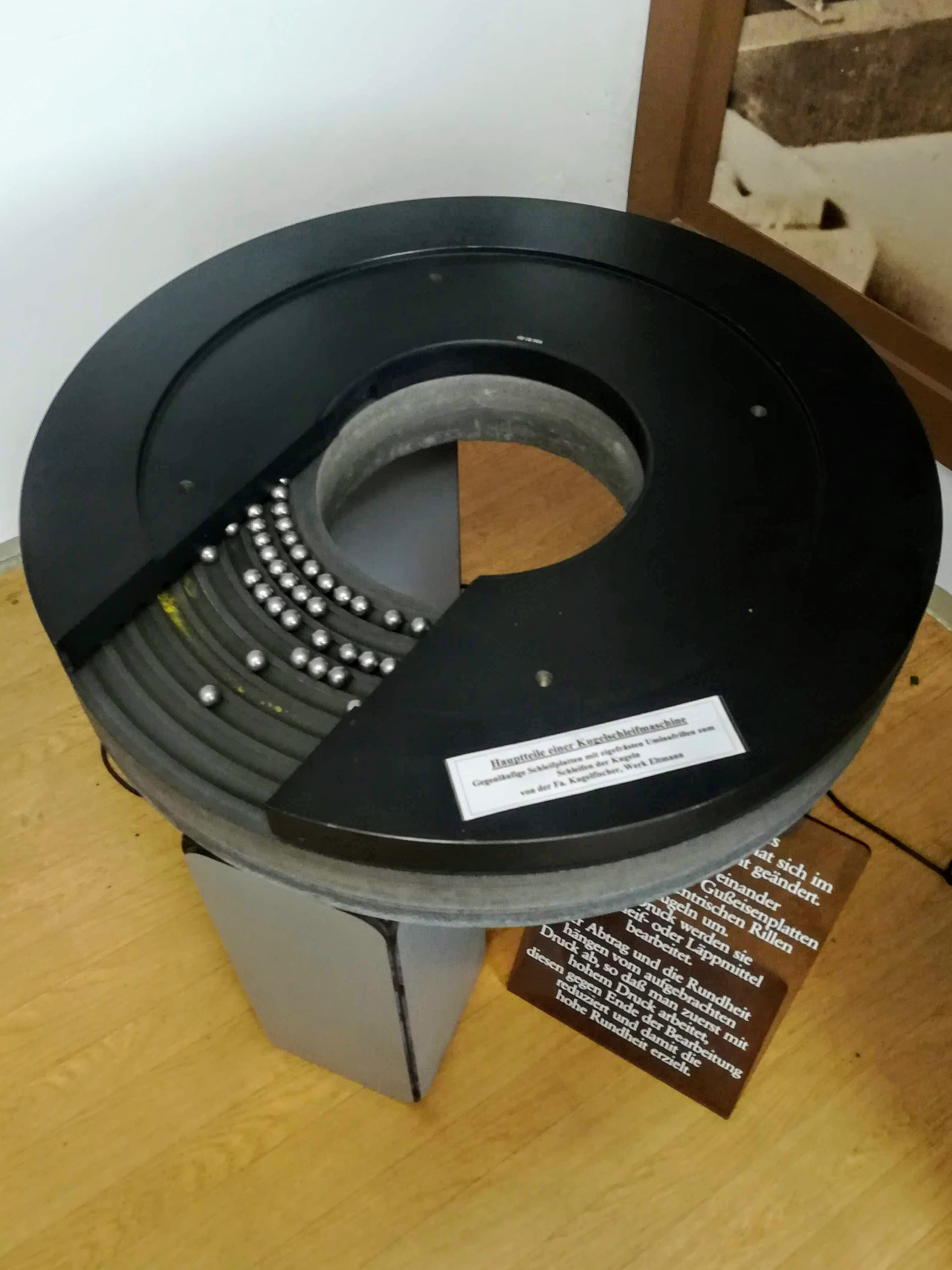
Lixamento das esferas (rill plates)

O processo de produção depende do tipo de material das esferas. Esferas de aço são produzidas a partir de arames. O arame é cortado e estampado em formato esférico, com dimensões próximas ao diâmetro desejado, porém com um anel central, resultado do estampo. Esse processo é chamado de conformação a frio. Posteriormente, a peça é levada a uma máquina que retira esse anel. Essa máquina é formada por dois discos de aço endurecido. Um dos discos se mantém parado, enquanto que o outro roda. Os discos possuem pistas na sua circunferência em que as esferas rodam nelas. As esferas são alimentadas nos discos e rodam diversas vezes entre eles.
Durante esse processo é acrescentado um líquido arrefecedor para controlar a temperatura do sistema que tente a se aquecer com o atrito da máquina com as esferas.
O próximo passo é o tratamento térmico. As esferas passam por tratamentos como cementação ou têmpera para adquirir a dureza necessária para cada aplicação. Após o tratamento térmico, as esferas passam por uma desencrustração para retirada dos resíduos.
No próximo passo as esferas passam por máquinas similares às primeiras, porém agora são introduzidos abrasivos no líquido arrefecedor ou os discos de aço são substituídos por discos abrasivos com grãos extremamente duros e finos. Nessa fase, é possível atingir precisões de 0,0025mm.
Caso a esfera necessite de mais precisão, o próximo passo é a lapidação, feita com o mesmo tipo de equipamento, porém com discos de menor dureza, menos pressão e rotação mais lenta. Esse processo confere polimento espelhado e pode atingir níveis de precisão G10 até G48.
A esfera é então finalizada através de utilização de tamboreamento com produtos químicos adequados para limpeza e polimento. No último passo as esferas passam por inspeções e testes dimensionais e de dureza.

## Materiais
Os materiais mais utilizados em esferas são aço carbono, aço inox, aço cromo, plástico, tungstênio, alumínio, latão, alumina, zircônia e nitreto de silício.
Outros materiais como titânio, platina, ouro, prata, bronze, monel, chumbo e nióbio são menos comuns, porém também possuem aplicações.